# Francesco Paolantoni
Francesco Paolantoni (Napoli, 3 marzo 1956) è un attore, comico e commediografo italiano.

## Biografia
Originario del Vomero, è nato a Napoli, il 3 marzo 1956, da padre marchigiano e madre napoletana. 
A metà degli anni settanta si iscrive alla Scuola d'arte drammatica del Circolo artistico di Napoli e in seguito recita per oltre un decennio in varie compagnie teatrali. 
Nel 1986 insieme a Stefano Sarcinelli porta in scena allo Zelig di Milano lo spettacolo Fame, saranno nessuno e si classifica primo al festival di Grottamare Cabaret amore mio. 
In seguito partecipa come attore e collabora ai testi nella commedia scritta, diretta e prodotta da Vincenzo Salemme La gente vuole ridere. Sempre con Salemme, scrive e interpreta Killer. 
Con Giobbe Covatta interpreta Io e lui, altra commedia di Salemme. Da solo realizza The School of the Art of De Lollis.
Nel frattempo appare anche in diverse trasmissioni televisive. È Cupido in Indietro tutta! di Renzo Arbore; in seguito partecipa a Fate il vostro gioco, Banane e Tirami su, dove conosce Giobbe Covatta ed Enzo Iacchetti, con cui collabora ad Odeon TV nelle trasmissioni Telemeno e Sportacus. 
La consacrazione arriva a metà degli Anni Novanta grazie ai vari personaggi presentati nella trasmissione condotta dalla Gialappa's Band Mai dire Gol, con le partecipazioni a Quelli che il calcio nelle edizioni condotte da Fabio Fazio e a L'ottavo nano della banda Dandini-Guzzanti.
Il debutto cinematografico risale al 1985 con Blues metropolitano di Salvatore Piscicelli poi seguono Fatalità (1991) di Ninì Grassia con Nino D'Angelo, poi L'amore molesto (1995) di Mario Martone, Hotel Paura (1996) di Renato De Maria, Baci e abbracci (1998) di Paolo Virzì, Terra bruciata (1999) di Fabio Segatori e Liberate i pesci! (2000) di Cristina Comencini. Con quest'ultimo ottiene la candidatura al Nastro d'argento come miglior attore non protagonista. 
Nel 2002 è tra i protagonisti di Bimba, esordio alla regia di Sabina Guzzanti. Compare inoltre in alcuni episodi della soap Un posto al sole nel ruolo di Max Peluso e dal 2016 è spesso ospite di Stasera tutto è possibile, per poi entrare nel cast fisso del programma nel 2019.
Nel 2020 partecipa come concorrente alla decima edizione di Tale e quale show arrivando 8º. 
Inoltre è ospite fisso del tavolo del talk show Che tempo che fa di Fabio Fazio. L’anno seguente viene chiamato a duettare con Biagio Izzo alla terza puntata nelle vesti di uno dei Righeira e alla settima come Dimartino. Nello stesso anno pubblica il libro Mungi da me, edito da Edizioni MEA. 
Nel 2022 partecipa come concorrente al programma di Alessandro Borghese - Celebrity Chef in onda su TV8 e torna a Tale e quale show, come ripetente, in coppia con Gabriele Cirilli. A inizio 2023 i due prendono parte anche a Tali e quali e Tale e Quale Sanremo. A settembre tornano di nuovo in gara: prima a Tale e quale show - Il torneo, poi a Tali e quali e a Tale e Quale Sanremo (a inizio 2024). 
Nella stagione seguente partecipa come concorrente a Ballando con le stelle in coppia con Anastasia Kuzmina.

## Filmografia

### Cinema
- La caduta degli angeli ribelli, regia di Marco Tullio Giordana (1981)
- Blues metropolitano, regia di Salvatore Piscicelli (1985)
- Fatalità, regia di Ninì Grassia (1991)
- Per non dimenticare, regia di Massimo Martelli (1993)
- L'amore molesto, regia di Mario Martone (1995)
- Intolerance, regia di Daniele Cini, episodio Arrivano i sandali (1996)
- Hotel Paura, regia di Renato De Maria (1996)
- Baci e abbracci, regia di Paolo Virzì (1999)
- Terra bruciata, regia di Fabio Segatori (1999)
- Tutti gli uomini del deficiente, regia di Paolo Costella (1999)
- Liberate i pesci!, regia di Cristina Comencini (2000)
- La carica dei 102 - Un nuovo colpo di coda, voce, regia di Kevin Lima (2000)
- Bimba - È clonata una stella, regia di Sabina Guzzanti (2002)
- Il segreto del successo, regia di Massimo Martelli (2003)
- Totò Sapore e la magica storia della pizza, voce, regia di Maurizio Forestieri (2003)
- L'amore di Kyria, regia di Carlo Tranchida (2010)[3]
- A sud di New York, regia di Elena Bonelli (2010)
- Sono un pirata, sono un signore, regia di Eduardo Tartaglia (2013)
- La crociata dei buffoni - The Last Summer, regia di Brando Improta (2014)
- Quando si muore... si muore!, regia di Carlo Fenizi (2014)
- Andiamo a quel paese, regia di Salvatore Ficarra e Valentino Picone (2014)
- A Napoli non piove mai, regia di Sergio Assisi (2015)
- I peggiori, regia di Vincenzo Alfieri (2017)
- Gomorroide, regia di Francesco De Fraia, Raffaele Ferrante, Domenico Manfredi (2017)
- La cena, regia di Andrea Vecchione (2017)
- Vengo anch'io, regia di Nuzzo e Di Biase (2018), cameo
- Una festa esagerata, regia di Vincenzo Salemme (2018)
- La reliquia, regia di Paolo Martini (2020)
- La Befana vien di notte II - Le origini, regia di Paola Randi (2021)
- Amleto è mio fratello, regia di Francesco Giuffrè (2023)
- Dobbiamo stare vicini, regia di Gianluca Mattei e Mario Sanzullo (2024)

### Televisione
- Solo x te, regia di Maria Carmela Cicinnati e Peter Exacoustos (1998)
- Le ragioni del cuore, regia di Anna di Francisca, Luca Manfredi e Alberto Simone – miniserie TV, episodio 4 (2002)
- Grandi domani – serie TV (2005)
- La mia casa è piena di specchi, regia di Vittorio Sindoni – miniserie TV (2010)
- Cugino & cugino – serie TV (2011)
- I bastardi di Pizzofalcone – serie TV, episodio 1x01 (2017)
- Un posto al sole – soap opera (2017)
- Il Santone - #lepiùbellefrasidiOscio (seconda stagione), regia di Laura Muscardin – serie TV (2024)

## Teatro
- Fame, saranno nessuno in coppia con Stefano Sarcinelli, Teatro Zelig di Milano (1986)
- ...e fuori nevica attore nella prima edizione della commedia di Vincenzo Salemme (1995)
- Io e lui, co-protagonista insieme a Giobbe Covatta (1996)
- The School of the Art of De Lollis con la collaborazione di Paola Cannatello (1996-2000)
- Killer coautore prima con Vincenzo Salemme e Paola Cannatello (2001)[4] poi con solo Paola Cannatello.[5]
- La gente vuole ridere attore e collaboratore ai testi nella commedia di Vincenzo Salemme (2004)
- Jovinelli varietà, attore e co-autore (2004-2005)
- Che fine ha fatto il mio io?, scritto con Paola Cannatello (2005)
- La concessione del telefono, tratta dal romanzo omonimo di Andrea Camilleri che firma la regia assieme a Giuseppe Dipasquale (2006-2007)[6]
- Miseria e nobiltà, di Edoardo Scarpetta, regia di Armando Pugliese (2007)
- Uomo e galantuomo (2009)
- Che coppia noi tre - The Show, di Mario Porfito (2021-2022)
- O ... Tello ... o io, di Francesco Paolantoni (dal 2023)

## Videoclip
- Nel 2014 è protagonista del videoclip Balla (la canzone della vita), della band laMalareputazione.[7]

## Radio
- Nel 1994-1995 anima la trasmissione radiofonica A tutti coloro su Radio Kiss Kiss (insieme a Stefano Sarcinelli, Maurizio Casagrande, Paola Cannatello, quest'ultima sua ex-compagna nella vita), da cui è stato tratto un disco omonimo e nel 1995 riceve il Telegatto per la trasmissione.

## Pubblicità
- Leerdammer (1987)
- Speedy Pizza Findus, doppiatore (1994)